# Bakonyjákó
Bakonyjákó (německy Jakobsdorf im Buchenwald) je vesnice v Maďarsku v župě Veszprém, spadající pod okres Pápa. Nachází se asi 10 km jihovýchodně od Pápy, 20 km severovýchodně od Ajky, 28 km severovýchodně od Devecseru a stejnou vzdálenost severozápadně od Veszprému. Žije zde 665 obyvatel, z nichž (podle údajů z roku 2015) je 79,7 % Maďarů.
Kromě hlavní části zahrnuje Bakonyjákó i malé části Járiföld, Járitanya a Remigpuszta.
Bakonyjákó leží na silnici 83. Je přímo silničně spojeno s obcemi Farkasgyepű, Ganna, Németbánya a skrze malou část Tapolcafő s městem Pápa. Skrze Bakonyjákó protéká potok Bittva, který se vlévá do řeky Marcal.
Bakonyjákó zahrnuje část Bakoňského lesa, díky čemuž je sídlo častým cílem turistů. Nachází se zde několik kopců, do nichž patří Mánc-hegy (332 m), Jákó-hegy (345 m), Kis-Pápavár (488 m), Hajszabarna (491 m), Gát-hegy (494 m), Égés-tető (518 m) a Pápavár (531 m). Je zde zřícenina hradu Tevelvár, mlýn Polány malomrom a rozhledna Táncsics-kilátó.
V samotném sídle se nachází katolický kostel Szentháromság-templom a reformovaný kostel. Je zde též knihovna, pošta, dvě hospody, obchod, hřbitov a dětské hřiště.